# Río Berbejo
Der Río Berbejo, oberhalb der Einmündung des Río Colorado: Río Blanco, ist ein 27,5 km langer rechter Nebenfluss des Río Apurímac in der Provinz Anta in der Region Cusco in Zentral-Peru.

## Flusslauf
Der Río Blanco wird von einem Gletscher an der Südflanke des 6264 m hohen Salcantay, höchste Erhebung der Cordillera Vilcabamba, gespeist. Das Quellgebiet liegt auf einer Höhe von etwa 4250 m. Der Río Blanco fließt in überwiegend südlicher Richtung aus dem Gebirge. Der Fluss bildet auf seiner gesamten Länge die Grenze zwischen den Distrikten Mollepata im Westen und Limatambo im Osten. Bei Flusskilometer 7,5, 2,3 km östlich des Distriktverwaltungszentrums Mollepata, trifft der Río Colorado von Osten kommend auf den Río Blanco. Unterhalb des Zusammenflusses heißt der Fluss Río Berbejo. Auf den letzten 6 Kilometern fließt der Río Berbejo nach Südwesten und mündet schließlich auf einer Höhe von etwa 1850 m in den nach Westen strömenden Río Apurímac.

## Einzugsgebiet
Der Río Berbejo entwässert an der Südflanke der Cordillera Vilcabamba ein Areal von etwa 464 km². Das Einzugsgebiet wird im Norden vom Hauptkamm der nördlichen Cordillera Vilcabamba begrenzt.